# Hoya apoda
Hoya apoda är en oleanderväxtart som beskrevs av Spencer Le Marchant Moore. Hoya apoda ingår i släktet Hoya och familjen oleanderväxter. Inga underarter finns listade i Catalogue of Life.